# サッケットーニ
サッケットーニ(Sacchettoni)は、詰め物パスタの一種である。"beggar's purse"（乞食の財布）という別名でも知られる。小さな円形や四角形のパスタにラビオリのように具材を詰め、小さなバッグのように上部を留める。